# 瓦克·查尼尔·阿豪
瓦克·查尼尔·阿豪（Wak Chanil Ajaw / Wac-Chanil-Ahau；？—741年），现代玛雅语正字法亦作伊什·瓦克·钱·阿豪·莱姆（Ix-Wak-Chan-ʼAjaw-Lem），一般称为六天夫人（英語：Lady Six Sky），为玛雅城邦纳兰霍的女性统治者，682年至741年在位。

## 生平
六天夫人的父亲是多斯皮拉斯人。六天夫人身为多斯皮拉斯人，而成为纳兰霍的统治者，开创了新的统治王朝。纳兰霍的24号纪念碑记载了六天夫人的到来。六天夫人抵达纳兰霍5年后，其子卡克·蒂利乌·钱·查克（Kʼahk Tiliw Chan Chaak）出生，因此有猜测称六天夫人并未有统治者之名，而是担任其幼子的摄政。
六天夫人颇为好战，她在693年至698年间至少发动了八次战役，在695年击败了强权蒂卡尔，又在698年击败了乌卡纳尔；其子在710年率军击败了亚什阿。六天夫人击败蒂卡尔被视为莫大的成就，也令她得到了“蒂卡尔领主”（Ix Mutal Ajaw）的尊称。六天夫人还和多斯皮拉斯建立联姻关系，成功令纳兰霍步入强权卡拉克穆尔的关系网，并在这场外交权力竞逐中击败了卡拉科尔城邦。
六天夫人和其他同时期的玛雅统治者一样，下令树立了诸多纪念碑。这些纪念碑记录了六天夫人举行过的诸多遵循历法进行的宗教典礼，其中一部分在她即位之初即举行。亦有许多纪念碑以勇士姿态描绘六天夫人，她脚踩俘虏，显得十分威严——对于女性有这种规格的崇拜，在玛雅文明史上实属罕见；纳兰霍的24号纪念碑为其中典例。六天夫人的逝世日期根据推断为741年2月10日至11日，卡克·蒂利乌·钱·查克（Kʼahk Tiliw Chan Chaak）即位，他在六天夫人即位五年后出生，学界怀疑他是六天夫人之子。
纳兰霍的3号、18号、24号、29号和31号纪念碑提及到六天夫人。

## 流行文化
- 六天夫人被电子游戏《文明VI》选作玛雅文明的领袖，其特殊能力被命名为“蒂卡尔领主”（Ix Mutal Ajaw）[5]。